# Invariant de Parry-Sullivan
En mathématiques, l'invariant de Parry-Sullivan (ou nombre de Parry-Sullivan) est une quantité numérique qui intervient dans l'étude de matrices d'incidence en théorie des graphes, et dans certains systèmes dynamiques unidimensionnels. L'invariant permet une classification partielle des matrices d'incidence irréductibles non triviales.
L'invariant est nommé d'après le mathématicien britannique Bill Parry et le mathématicien américain Dennis Sullivan qui l'ont introduit en 1975 dans un article commun paru dans la revue Topology.

## Définition
Soit {\displaystyle A} une matrice d'incidence {\displaystyle n\times n}. Le nombre de Parry-Sullivan de A est par définition 
{\displaystyle \mathrm {PS} (A)=\det(I-A)},
où {\displaystyle I} dénote la matrice identité  {\displaystyle n\times n}.

## Propriétés
On peut montrer que, pour des matrices d'incidences irréductibles non triviales, l'équivalence de flot est complètement déterminée par le nombre de Parry-Sullivan et le groupe de Bowen-Franks.